# Symfoni nr 39 (WA Mozart)
Symfoni nr 39 i Ess-dur K. 543 av Wolfgang Amadeus Mozart är daterat den 26 juni 1788. Det är den första av de tre berömda symfonier, som Mozart skrev sommaren 1788. Enligt Folke Törnblom är det ett av hans ljusaste tonverk fastän det skrevs under en period då Mozart hade stora ekonomiska bekymmer. Men oftast hade stämningen i de verk Mozart skrev ingenting att göra med hans yttre liv. 
Symfonins lyriska prägel anses bero på den rikliga användningen av klarinetterna och på att oboerna saknas i partituret. Den skrevs för flöjt, 2 klarinetter, 2 fagotter, 2 horn, 2 trumpeter, pukor och stråkar. Symfonin har vissa likheter med Haydns symfonier, bland annat i finalen, vilken är monotematisk.
Symfonins delar har beteckningar:
1. Adagio; Allegro
2. Andante
3. Menuetto: Allegretto
4. Finale: Allegro